# Canon du Mont Sarah

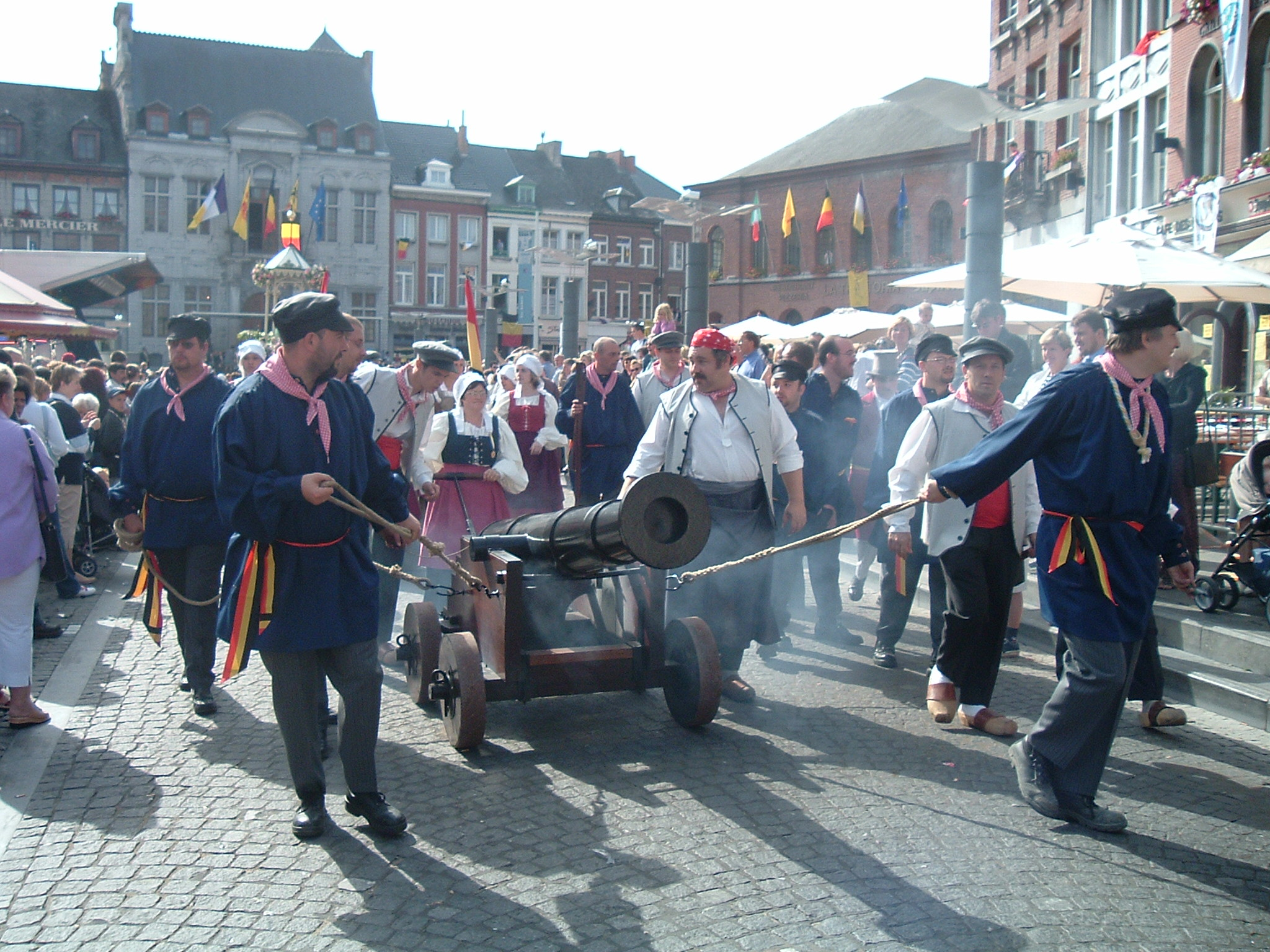
Le groupe du Canon du Mont Sarah en 2004

Le groupe figuratif du Canon du Mont Sarah est un élément du cortège dominical de la Ducasse d'Ath, en  Belgique, évoquant la révolution belge de 1830. 
Selon la tradition, les patriotes athois, harangués par la dentellière Anne-Marie Leroy, se sont emparés du canon des exercices de tir de l’ancienne confrérie des canonniers et l’ont emmené à Bruxelles.

## Evénement historique
La ville d'Ath possédait une vieille pièce d'artillerie, un canon de 8, c'est-à-dire qui tirait des boulets de 8 livres (diamètre d'environ 8,5 cm). Il servait jadis aux canonniers bourgeois à tirer des salves aux fêtes communales, et à se livrer à des exercices de tir, au Mont-Sarah. Aussi l'appelait-on le Canon du Mont-Sarah. (Sarah, Sarra, Sara, Sera, etc., — la graphie Sarah a prévalu — altérations de Serrat, car le Mont-Sarah et sa chapelle — chapelle disparue — situés un peu au-delà du tir communal actuel, à droite du chemin de Mainvault, sont des réminiscences du fameux monastère du Mont-Serrat espagnol).
Emmanuel et Édouard Desmet, Auguste Ronflette, Léon Algrain, Gaspard Delmotte et autres, emportés par leur fougue patriotique, enlevèrent la pièce dans la nuit du 9 au 10 septembre pour la diriger sur Bruxelles, à l'occasion des soulèvements de la révolution de 1830. Ils entrèrent dans la capitale aux applaudissements du peuple. 
Les journaux de l'époque, spécialement le Courrier des Pays-Bas et le Journal de la Belgique, signalèrent leur prouesse. La Régence invitée plus tard à renseigner sur ce point la Commission des récompenses nationales, semble amoindrir l'importance du fait, n'y voyant qu'« un enthousiasme patriotique ». Quoi qu'il en soit, le geste fut beau et l'effet moral considérable.

## Ducasse d'Ath
Le groupe du Canon du Mont Sarah a été créé en 1975 à l'initiative de René Sansen, historien et sculpteur local, notamment auteur de la récréation du Cheval Bayard, pour permettre à plus de personnes de participer en tant que figurants dans le cortège.
Il s'agit d'une sorte d'« image d'Épinal » vivante, mais hybride, peu respectueuse de la réalité historique, mêlant volontaires en redingote et haut-de-forme, ouvriers carriers, dentellières, etc.
Anne-Marie Leroy harangue la foule dans le dialecte local. Les figurants entonnent alors l'air de la Muette de Portici « Amour sacré de la Patrie ». On tire le canon.
Le groupe sort d'abord le samedi de la ducasse à la nuit tombante. Il parcourt alors les rues de la ville, s’arrêtant de temps à autre pour jouer la harangue et principalement sur la Grand Place où la Fanfare Royale Union de Saint-Martin interrompt son concert pour jouer l'air de la Muette de Portici.
Dans le cortège du dimanche, le canon suit le géant Samson et précède le Char de l'horticulture. La fanfare du Meyboom de Bruxelles l'accompagne. Celle-ci joue une version écourtée de la Brabançonne après chaque harangue et air de la Muette de Portici.

## Texte de la harangue
- La foule : Anne-Marie, Anne-Marie, Anne-Marie,... !
- Anne-Marie : Si j'vieu chi vos parleu, c'eu pasque m'frère qui vieu d'dèquenne del diligence de Bruxelles m'a dit qu'on s'battoit djà dau là. Et nos autes, Athois, nos n'povons nieu chi resteus bras ballants à rieu fé ! A l'casern', les Hollandeus nostent plus moufteu et y sont mucheus padjère les portes. Y sétent l'ougnon ! Chau qui nous faut fé, c'est dalleu qué les fusils et les canons à l'arsenaille et tout conduire à Bruxelles.
- La foule : à Bruxelles !
- Anne-Marie : Attédeu, nos d'vons étout prenne les officieus pou prisonnieus. Les saudarts, y marchront avé nos aut. Les prones sont meurtes, y faut les quié. C'eu fini ces machins là, no volons no liberteu...
- La foule : viv' el liberteu !
- Anne-Marie : M'n arrière grand mé qui a fréquenté avé un saudart de dé s'jonesse, n'a jamé ét capâp de m'dire si c'étoit in espagnol, in autrichien ou in franceu... et ça né fini gnieu, c'quo chi, ces des hollandeus ! On n'sé gnieu dallé fé c'polka à Rincollet sans avoir ces bonhomm' là dé les gambes. Nos volons vanseu avé des Athois.
- Un ouvrier carrier : Et les mafflous adon ?
- Anne-Marie : Si nos dallons à l'ducasse del Chonwé, d'Rbais ou d'Bouv'gnies, nos volons passeu les port del vill' sans toudis êt arrêteu ou bieu visiteu ! C'eu fini... nos volons nos liberteu !
- La foule : viv' el liberteu !
- Anne-Marie : Ramasseu les sâpes et les fusils qu'il a dé les mésons, les mafflous d'iront à l'casern', les auts hommes iront aux port' del Vill', les ciens qui n'ont gnieu d'fusil perdront des batons, des flayaux.Y nos faut r'conduir' eul tyran à l'frontière.
- Un homme  : leus loques sont sec !
- Anne-Marie : On n'ara plus jamé eun occasion pareil. En avant, viv' eul liberteu !
- La foule : viv' el liberteu ![4]

## «Amour sacré de la Patrie»
Cet air chanté après la harangue d'Anne Marie Leroy est tiré d'un duo de l'opéra La Muette de Portici du compositeur français Daniel-François-Esprit Auber.
Au Théâtre de la Monnaie de Bruxelles, la représentation de l'opéra du 25 août 1830 (à l'occasion du 59e anniversaire du roi Guillaume Ier des Pays-Bas) a dégénéré en émeutes qui ont conduit à la révolution belge et l'indépendance du pays, le 4 octobre 1830. Au moment de l'air « Amour sacré de la patrie », les spectateurs se levèrent et sortirent dans la rue :
« Mieux vaut mourir que rester misérable

Pour un esclave est-il quelque danger

Tombe le joug qui nous accable,

Et sous nos coups périsse l’étranger !

Amour sacré de la patrie,

Rends-nous l’audace et la fierté ;

À mon pays je dois la vie.

Il me devra sa liberté. »